# Jeon Sang-guen
Dans ce nom, le nom de famille, Jeon, précède le nom personnel.
Jeon Sang-guen (coréen : 전상균), né le 28 février 1981 est un haltérophile sud-coréen.
Il participe aux Jeux olympiques de 2008 sans pouvoir finir le concours puis aux Jeux olympiques de 2012 en finissant quatrième.
Il a obtenu entre ces deux olympiades une médaille de bronze lors des Mondiaux 2011 à Paris. 
Le russe Ruslan Albegov, classé troisième aux Jeux de 2012, a été disqualifié par l'IWF pour dopage et la médaille de bronze lui est attribuée en mars 2024.

## Palmarès

### Jeux olympiques
- Jeux olympiques d'été 2012 à Londres
  -  Médaille de bronze en plus de 105 kg.

### Championnats du monde
- Championnats du monde d'haltérophilie 2011 à Paris
  -  Médaille de bronze en plus de 105 kg.

### Jeux asiatiques
- Jeux asiatiques de 2010 à Canton
  -  Médaille d'argent en plus de 105 kg.